# Asking Alexandria
Az Asking Alexandria egy brit metalcore együttes North Yorkshire-ből. 2008-ban alapította Ben Bruce. Tagjai: Ben Bruce (gitár), Danny Worsnop (ének), Cameron Liddell (ritmusgitár), Sam Bettley (basszusgitár) és James Cassells (dob).

## Történet
A gitáros, Ben Bruce először Dubaiban alapított együttest Asking Alexandria néven. Nem sokkal az alakulásuk után ki is adták első albumukat, a "The Irony of Your Perfection"-t, de az album megjelenése után feloszlottak.
2008-ban Ben Bruce visszatért az Egyesült Királyságba. Nem tervezte, hogy újra zenei pályára lép, de nem sokkal a visszaköltözése után új tagokat talált, és ismét együttest alapított. A név maradt Asking Alexandria, de Ben egy interjúban közölte, hogy ez az együttes mind stílusilag, mind tagokban más, mint a The Irony of Your Perfection megjelenésekor.
Az Asking Alexandria 2008 óta sok változáson ment keresztül. Ryan Binns kilépett, majd a basszusgitáros Joe Lancaster is, az ő helyére Sam Bettley érkezett 2009 januárjában.
2015. január 24-én Danny Worsnop énekes bejelentette távozását a zenekarból azt követően, hogy új projektje, a We Are Harlot megjelentette bemutatkozó dalát. Worsnop helyébe az ukrán származású Denis Shaforostov, korábban a Make Me Famous és a Down & Dirty énekese lépett 2015 májusában. 2016. október 22-én azonban Ben Bruce, a zenekar frontembere hivatalosan is megerősítette egy Facebook élő adás keretében, hogy Denis megszakította velük a kapcsolatot, és ismét Danny Worsnop az énekes.
2024. január 19-én Ben Bruce alapító tag Instagrammon bejelentette távozását a zenekarból, hogy több időt tölthessen a családjával. Ezek után már nem maradt az eredeti felállásból senki a zenekarban.

## Tagok

### Jelenlegi tagok
- James Cassells – dobok (2008 óta)
- Cameron Liddell – ritmusgitár (2008-2024), gitár (2023 óta)
- Sam Bettley – basszusgitár (2009 óta)
- Danny Worsnop – énekes, billentyűs hangszerek, szervező (2008-2015, 2016 óta)

### Egykori tagok
- Denis Shaforostov- ének (2015 - 2016)
- Ryan Binns – billentyűs hangszerek, szervező
- Joe Lancaster – basszusgitár
- Ben Bruce – gitár, másodénekes, szervező (2008-2024)

## Diszkográfia
Stúdióalbumok
| Év   | Albumcím              | Kiadó            |
| ---- | --------------------- | ---------------- |
| 2009 | Stand Up and Scream   | Sumerian Records |
| 2011 | Reckless & Relentless | Sumerian Records |
| 2013 | From Death to Destiny | Sumerian Records |
| 2016 | The Black             | Sumerian Records |

Középlemezek
| Év   | Albumcím                                                   | Kiadó            |
| ---- | ---------------------------------------------------------- | ---------------- |
| 2009 | Life Gone Wild                                             | Sumerian Records |
| 2011 | Under the Influence: A Tribute to the Legends of Hard Rock | Sumerian Records |

Remix albumok
| Év   | Albumcím                 | Kiadó            |
| ---- | ------------------------ | ---------------- |
| 2009 | Stepped Up and Scratched | Sumerian Records |

Kislemezek
| Év   | Számcím                                                                  | Album                           |
| ---- | ------------------------------------------------------------------------ | ------------------------------- |
| 2009 | The Final Episode (Let's Change the Channel)                             | Stand Up and Scream             |
| 2010 | If You Can't Ride Two Horses at Once... You Should Get Out of the Circus | Stand Up and Scream             |
| 2010 | Right Now (Na Na Na)                                                     | Punk Goes Pop 3                 |
| 2011 | A Prophecy                                                               | Stand Up and Scream             |
| 2011 | Morte et Dabo                                                            | Reckless & Relentless           |
| 2011 | Breathless                                                               | Reckless & Relentless           |
| 2011 | Someone, Somewhere                                                       | Reckless & Relentless           |
| 2011 | The Final Episode (Let's Change the Channel) (Borgore remix)             | Stepped Up and Scratched        |
| 2011 | Closure                                                                  | Reckless & Relentless           |
| 2011 | To the Stage                                                             | Reckless & Relentless           |
| 2011 | Another Bottle Down (Tomba remix)                                        | Stepped Up and Scratched        |
| 2011 | Reckless & Relentless (Document One remix)                               | Stepped Up and Scratched        |
| 2011 | Not the American Average                                                 | Stand Up and Scream             |
| 2011 | A Lesson Never Learned (Celldweller remix)                               | Stepped Up and Scratched        |
| 2012 | Run Free                                                                 | From Death to Destiny           |
| 2013 | The Death of Me                                                          | From Death to Destiny           |
| 2017 | Into The Fire                                                            | Asking Alexandria (self-titled) |

## Videóklipek
| Év   | Számcím                                                                  | Rendező                 |
| ---- | ------------------------------------------------------------------------ | ----------------------- |
| 2009 | The Final Episode (Let's Change the Channel)                             | Robby Starbuck          |
| 2010 | A Prophecy                                                               | Robby Starbuck          |
| 2010 | If You Can't Ride Two Horses at Once... You Should Get Out of the Circus | Nicholas Scott Chiasson |
| 2011 | Closure                                                                  | Thunder Down Country    |
| 2011 | To the Stage                                                             | Frankie Nasso           |
| 2011 | Not the American Average                                                 | Frankie Nasso           |
| 2012 | Reckless & Relentless                                                    | Frankie Nasso           |
| 2012 | Dear Insanity                                                            | Frankie Nasso           |
| 2012 | Breathless                                                               | Frankie Nasso           |
| 2012 | Through Sin + Self-Destruction                                           | Frankie Nasso           |
| 2013 | The Death Of Me                                                          | Frankie Nasso           |
| 2013 | Run Free                                                                 | Frankie Nasso           |
| 2013 | Killing You                                                              | Frankie Nasso           |
| 2014 | Moving On                                                                | Frankie Nasso           |
| 2015 | I Won't Give In                                                          |                         |
| 2016 | The Black                                                                |                         |
| 2016 | Let It Sleep Here I Am                                                   |                         |
| 2017 | Into The Fire                                                            |                         |